# Перелік об'єктів Світової спадщини в небезпеці (ЮНЕСКО)
Перелік об'єктів Світової спадщини в небезпеці (англ. List of World Heritage Sites in danger, фр. Liste du patrimoine mondial en péril) — перелік об'єктів Світової спадщини, що, на думку експертів ЮНЕСКО, перебувають під загрозою зникнення/знищення внаслідок природних причин або через втручання людини (збройні конфлікти та війни, землетруси й інші природні катастрофи, забруднення, браконьєрство, невпорядковане будівництво тощо). Занесення в окремий список свідчить про необхідність особливої уваги до цих об'єктів та вживання невідкладних заходів щодо їх порятування/збереження.

## Перелік станом на 2023 рік

### Австрія
| № | Зображення                                                                                               | Назва                  | Розташування | Час створення                   | Рік внесення в список | №    | Критерії   |
| - | --- | ---------------------- | ------------ | ------------------------------- | --------------------- | ---- | ---------- |
| 1 | | Історичний центр Відня | Відень       | кінець XIX — початок XX століть | 2017                  | 1033 | ii, iv, vi |
| 1 | Загрози: поточний контроль планування: розвиток будівництва та відсутність адекватних правил планування. |                        |              |                                 |                       |      |            |

### Афганістан
| № | Зображення | Назва                                                    | Розташування                   | Час створення | Рік внесення в список | №   | Критерії           |
| - | --- | -------------------------------------------------------- | ------------------------------ | ------------- | --------------------- | --- | ------------------ |
| 1 | | Культурний ландшафт і археологічні залишки долини Баміан | Провінція Баміан; район Баміан | I ст.         | 2003                  | 208 | i, ii, iii, iv, vi |
| 1 | Загрози: безпека об'єкта не забезпечена; довгострокова стабільність ніш Баміанських статуй Будди не забезпечена; неадекватний стан збереження археологічних останків і фресок; план управління та культурний генеральний план (план захисного зонування) не виконано. |                                                          |                                |               |                       |     |                    |
| 2 | | Мінарет і археологічні залишки Джама                     | Провінція Гор; район Шахрак    | XII ст.       | 2002                  | 211 | ii, iii, iv        |
| 2 | Загрози: відсутність правового захисту; відсутність дієвого органу охорони пам'яток; відсутність належного персоналу для захисту та збереження; відсутність комплексного плану управління.                                                                            |                                                          |                                |               |                       |     |                    |

### Болівія
| № | Зображення | Назва        | Розташування               | Час створення  | Рік внесення в список | №   | Критерії   |
| - | --- | ------------ | -------------------------- | -------------- | --------------------- | --- | ---------- |
| 1 | | Місто Потосі | департамент Потосі, Потосі | XVIII століття | 2014                  | 420 | ii, iv, vi |
| 1 | Загрози: нестабільність і неминучий ризик обвалу вершини Серро-Рико-де-Потосі; відсутність політики збереження цілісного характеру, яка враховує всі компоненти об’єкта; недоліки в консервації: особлива увага потрібна реставрації та модернізації споруд житлового призначення та археологічна промислова спадщина; потенційна деградація історичного місця через безперервні та неконтрольовані видобувні роботи в Серро-Рико-де-Потосі; неефективне забезпечення виконання охоронного законодавства; загрозливий вплив кліматичних, геологічних чи інших факторів навколишнього середовища. |              |                            |                |                       |     |            |

### Венесуела
| № | Зображення | Назва             | Розташування | Час створення | Рік внесення в список | №   | Критерії |
| - | --- | ----------------- | ------------ | ------------- | --------------------- | --- | -------- |
| 1 | | Коро та його порт | Штат Фалькон | 1527          | 2005                  | 658 | iv, v    |
| 1 | Загрози: значний занепад матеріалів і конструкцій внаслідок відсутності комплексної консервації та технічного обслуговування, а також проливні дощі у 2004, 2005 і 2010 роках; погіршення архітектурного та містобудівного планування, що порушує цілісність та автентичність об'єкта; відсутність адекватного та ефективного управління, планування та механізмів збереження, а також інституційних заходів. |                   |              |               |                       |     |          |

### Гвінея
| № | Зображення | Назва                            | Розташування    | Час створення | Рік внесення в список | №   | Критерії |
| - | --- | -------------------------------- | --------------- | ------------- | --------------------- | --- | -------- |
| 1 | | Природний заповідник Маунт Німба | Префектура Лола | 1944          | 1992                  | 155 | ix, x    |
| 1 | Загрози: концесія на видобуток залізної руди в межах власності у Гвінеї; прибуття великої кількості біженців з Ліберії в райони заповідника та навколо нього; недостатня інституційна структура. |                                  |                 |               |                       |     |          |

### Гондурас
| № | Зображення | Назва                             | Розташування                                                          | Час створення | Рік внесення в список | №   | Критерії         |
| - | --- | --------------------------------- | --------------------------------------------------------------------- | ------------- | --------------------- | --- | ---------------- |
| 1 | | Біосферний заповідник Ріо-Платано | Північний схід країни в районі, відомому як «Гондураська Ла-Москітія» | 1960          | 1996—2007, 2011       | 196 | vii, viii, ix, x |
| 1 | Загрози: незаконна вирубка; незаконне захоплення; відсутність ясності щодо землеволодіння; зниження спроможності держави-учасниці; загальне погіршення правопорядку та безпекової ситуації в регіоні. |                                   |                                                                       |               |                       |     |                  |

### Демократична Республіка Конго
| № | Зображення | Назва                          | Розташування                                | Час створення | Рік внесення в список | №   | Критерії     |
| - | --- | ------------------------------ | ------------------------------------------- | ------------- | --------------------- | --- | ------------ |
| 1 | | Національний парк Вірунга      | Провінція Північне Ківу та Східна провінція | 1954          | 1994                  | 63  | vii, viii, x |
| 1 | Загрози: посилення браконьєрського вилову з дикої природи; нездатність персоналу патрулювати межі парку протяжністю 650 км; масовий потік 1 мільйона біженців, які окупували прилеглі частини парку; повсюдне виснаження лісів у низинах. |                                |                                             |               |                       |     |              |
| 2 | | Національний парк Гарамба      | Східна провінція                            | 1938          | 1984—1992, 1996       | 136 | vii, x       |
| 2 | Загрози: посилення браконьєрства; вплив, пов'язаний з громадянською війною, що загрожує основним видам об'єкта. |                                |                                             |               |                       |     |              |
| 3 | | Національний парк Кагузі-Бієґа | Провінції Південне Ківу і Манієма           | 1975          | 1997                  | 137 | x            |
| 3 | Загрози: негативний вплив біженців; нерегулярна присутність озброєних ополченців і поселенців на території; посилення браконьєрства; вирубка лісів.                                                                                       |                                |                                             |               |                       |     |              |
| 4 | | Заповідник дикої природи Окапі | Східна провінція                            | 1992          | 1997                  | 718 | x            |
| 4 | Загрози: наслідки конфлікту: пограбування інфраструктури, браконьєрство слонів; наявність місць видобутку золота всередині власності. |                                |                                             |               |                       |     |              |

### Єгипет
| № | Зображення | Назва    | Розташування                                                    | Час створення | Рік внесення в список | №  | Критерії |
| - | --- | -------- | --------------------------------------------------------------- | ------------- | --------------------- | -- | -------- |
| 1 | | Абу-Мена | Пустеля Мар'ют, округ Бург-ель-Араб, губернаторство Александрія | III—IV ст.    | 2001                  | 90 | iv       |
| 1 | Загрози: програма меліорації та схема зрошення без відповідного осушувального механізму для сільськогосподарського розвитку регіону спричинили різке підвищення рівня ґрунтових вод; руйнування численних цистерн, розкиданих навколо об'єкта, призвело до обвалу кількох розташованих вище структур. У північно-західній частині відкрилися величезні підземні порожнини; була побудована велика дорога з нахилом, щоб можна було пересуватися в межах об'єкта. |          |                                                                 |               |                       |    |          |

### Ємен
| № | Зображення | Назва                                             | Розташування                                   | Час створення                       | Рік внесення в список | №    | Критерії   |
| - | --- | ------------------------------------------------- | ---------------------------------------------- | ----------------------------------- | --------------------- | ---- | ---------- |
| 1 | | Історичне місто Забід                             | мухафаза Ходейда                               | XIII—XV століття                    | 2000                  | 611  | ii, iv, vi |
| 1 | Загрози: значне погіршення стану будівельної спадщини (високий відсоток житлових будинків замінено бетонними та багатоповерховими будинками); решта будинків у місті швидко руйнуються через переважно низький дохід мешканців; оскільки діяльність базару перенесено за межі міста, стародавній базар майже порожній і вільний від будь-якої діяльності, а магазини розвалюються; традиційна економічна роль міста зникла; місту бракує будь-яких стратегій збереження та відновлення; загрози, що виникають внаслідок збройного конфлікту. |                                                   |                                                |                                     |                       |      |            |
| 2 | | Старе місто Сани                                  | мухафаза Сана                                  | XI століття                         | 2015                  | 385  | iv, v, vi  |
| 2 | Загрози: Збитки та загрози, пов’язані зі збройним конфліктом у Ємені. |                                                   |                                                |                                     |                       |      |            |
| 3 | | Старе огороджене місто Шибам                      | мухафаза Хадрамаут, у Хадрамауті, район Сайвун | XVI століття                        | 2015                  | 192  | iii, iv, v |
| 3 | Загрози: природні стихії; відсутність організаційного забезпечення та матеріальних ресурсів для збереження; загрози, пов'язані зі збройним конфліктом. |                                                   |                                                |                                     |                       |      |            |
| 4 | | Пам'ятки стародавнього Сабейського царства, Маріб | мухафаза Маріб                                 | 1-ше тисячоліття до н. е. — 630 рік | 2023                  | 1700 | iii, iv    |
| 4 | Загрози: побічний і навмисний збиток, пов'язаний з війною, що триває в Ємені; вандалізм і мародерство; окупація стародавнього міста Сирва ополченням; вплив розвитку, пов'язаний зі зростанням населення в районі міста Маріб; фактори навколишнього середовища негативно впливають на археологічні пам'ятки. |                                                   |                                                |                                     |                       |      |            |

### Єрусалим
| № | Зображення | Назва                               | Розташування        | Час створення | Рік внесення в список | №   | Критерії    |
| - | --- | ----------------------------------- | ------------------- | ------------- | --------------------- | --- | ----------- |
| 1 | | Старе місто Єрусалиму та його стіни | Єрусалимський округ | VII століття  | 1982                  | 148 | ii, iii, vi |
| 1 | Загрози: значна втрата історичної автентичності; важлива втрата культурної значущості; зміна юридичного статусу об’єкта, що знижує ступінь його охорони; відсутність політики збереження та загрозливі наслідки містобудування. |                                     |                     |               |                       |     |             |

### Індонезія
| № | Зображення                                                                  | Назва                                    | Розташування | Час створення | Рік внесення в список | №    | Критерії   |
| - | --------------------------------------------------------------------------- | ---------------------------------------- | --- | ------------- | --------------------- | ---- | ---------- |
| 1 |                                                                             | Спадщина тропічних дощових лісів Суматри | Провінції Ачех, Північна Суматра, Джамбі, Західна Суматра, Південна Суматра, Бенгкулу та Лампунг на острові Суматра | 1980          | 2011                  | 1167 | vii, ix, x |
| 1 | Загрози: дорожнє будівництво; гірнича справа; незаконна вирубка; посягання. |                                          | |               |                       |      |            |

### Ірак
| № | Зображення | Назва                      | Розташування                          | Час створення             | Рік внесення в список | №    | Критерії        |
| - | --- | -------------------------- | ------------------------------------- | ------------------------- | --------------------- | ---- | --------------- |
| 1 | | Ашшур (Калат-Шергат)       | Провінція Салах-ед-Дін                | 3-тє тисячоліття до н. е. | 2003                  | 1130 | iii, iv         |
| 1 | Загрози: будівництво дамби поблизу, що спричиняє часткове затоплення та просочування; збройний конфлікт.             |                            |                                       |                           |                       |      |                 |
| 2 | | Археологічне місто Самарра | Провінція Салах-ед-Дін, місто Самарра | IX століття               | 2007                  | 276  | ii, iii, iv     |
| 2 | Загрози: Стан конфлікту в країні, який не дозволяє відповідальним органам забезпечити захист та управління об'єктом. |                            |                                       |                           |                       |      |                 |
| 3 | | Хатра                      | Провінція Ніневія                     | I століття                | 2015                  | 277  | ii, iii, iv, vi |
| 3 | Загрози: руйнування та пошкодження внаслідок збройного конфлікту.                                                    |                            |                                       |                           |                       |      |                 |

### Кенія
| № | Зображення | Назва                           | Розташування     | Час створення | Рік внесення в список | №   | Критерії |
| - | --- | ------------------------------- | ---------------- | ------------- | --------------------- | --- | -------- |
| 1 | | Національні парки озера Туркана | Східна провінція | 1973          | 2018                  | 801 | viii, x  |
| 1 | Загрози: Потенційна незворотна втрата виняткової універсальної цінності об'єкта, спричинена впливом різних проєктів розвитку на річці Омо (проєкт зрошення Кураз, гребля Гільгель-Гібе III) на потік води та поживних речовин в озеро Туркана |                                 |                  |               |                       |     |          |

### Кот-д'Івуар
| № | Зображення | Назва                            | Розташування    | Час створення | Рік внесення в список | №   | Критерії |
| - | --- | -------------------------------- | --------------- | ------------- | --------------------- | --- | -------- |
| 1 | | Природний заповідник Маунт Німба | Префектура Лола | 1944          | 1992                  | 155 | ix, x    |
| 1 | Загрози: концесія на видобуток залізної руди в межах власності у Гвінеї; прибуття великої кількості біженців з Ліберії в райони заповідника та навколо нього; недостатня інституційна структура. |                                  |                 |               |                       |     |          |

### Ліван
| № | Зображення | Назва                                     | Розташування | Час створення | Рік внесення в список | №    | Критерії |
| - | --- | ----------------------------------------- | ------------ | ------------- | --------------------- | ---- | -------- |
| 1 | | Міжнародна виставка Рашида Караме-Триполі | Триполі      | 1962          | 2023                  | 1702 | ii, iv   |
| 1 | Загрози: більшість будівель в критичному стані; Ліван зіткнувся з безпрецедентною фінансовою та економічною кризою; потенційні неналежні забудови. |                                           |              |               |                       |      |          |

### Лівія
| № | Зображення                                         | Назва                                         | Розташування                       | Час створення                        | Рік внесення в список | №   | Критерії    |
| - | -------------------------------------------------- | --------------------------------------------- | ---------------------------------- | ------------------------------------ | --------------------- | --- | ----------- |
| 1 |                                                    | Археологічна пам'ятка Лептіс-Магна            | муніципалітет Ель-Марґаб           | VII століття до н. е. — VII століття | 2016                  | 183 | i, ii, iii  |
| 1 | Загрози: конфліктна ситуація, що склалася в країні |                                               |                                    |                                      |                       |     |             |
| 2 |                                                    | Археологічна пам'ятка Сабрата                 | муніципалітет Ез-Завія             | II століття — III століття           | 2016                  | 184 | iii         |
| 2 | Загрози: конфліктна ситуація, що склалася в країні |                                               |                                    |                                      |                       |     |             |
| 3 |                                                    | Археологічні розкопки Кирени                  | муніципалітет Ель-Джебал Ель-Ахдар | 630-ті до н. е. — 365                | 2016                  | 190 | ii, iii, vi |
| 3 | Загрози: конфліктна ситуація, що склалася в країні |                                               |                                    |                                      |                       |     |             |
| 4 |                                                    | Пам'ятки наскельного мистецтва Тадрарт-Акакус | Феццан                             | 12-те тисячоліття до н. е. — 100     | 2016                  | 287 | iii         |
| 4 | Загрози: конфліктна ситуація, що склалася в країні |                                               |                                    |                                      |                       |     |             |
| 5 |                                                    | Старе місто Гадамес                           | муніципалітет Налут                | XIX століття                         | 2016                  | 362 | v           |
| 5 | Загрози: конфліктна ситуація, що склалася в країні |                                               |                                    |                                      |                       |     |             |

### Мадагаскар
| № | Зображення | Назва                  | Розташування           | Час створення | Рік внесення в список | №    | Критерії |
| - | --- | ---------------------- | ---------------------- | ------------- | --------------------- | ---- | -------- |
| 1 | | Дощові ліси Атсінанани | Східна частина острова | 1927          | 2010                  | 1275 | ix, x    |
| 1 | Загрози: незаконна вирубка цінних порід деревини (ебенове та палісандрове дерево); вторинний вплив незаконних рубок; браконьєрство лемурів, що зникають. |                        |                        |               |                       |      |          |

### Малі
| № | Зображення | Назва              | Розташування                     | Час створення   | Рік внесення в список | №    | Критерії    |
| - | --- | ------------------ | -------------------------------- | --------------- | --------------------- | ---- | ----------- |
| 1 | | Тімбукту           | Округ Тімбукту, область Тімбукту | XV—XVI століття | 1990—2005, 2012       | 119  | ii, iv, v   |
| 1 | Загрози: захоплення об'єкта озброєними групами; відсутність управління; знищення 14 мавзолеїв та деградація трьох мечетей у серійній власності. |                    |                                  |                 |                       |      |             |
| 2 | | Могила Аскіа       | Гао, округ Гао, область Гао      | 1495            | 2012                  | 1139 | ii, iii, iv |
| 2 | Загрози: окупація міста Гао озброєними групами; нездатність забезпечити щоденне управління охороною та збереженням майна; ризик обвалу майна. |                    |                                  |                 |                       |      |             |
| 3 | | Старі міста Дженне | Округ Дженне, область Мопті      | XV—XVI століття | 2016                  | 116  | iii, iv     |
| 3 | Загрози: серйозне погіршення матеріалів в історичному місті та дальше руйнування археологічних пам'яток; неадекватне втручання; порушення архітектурної цілісності міста; відсутність правозастосування та впровадження інструментів регулювання та планування. |                    |                                  |                 |                       |      |             |

### Мексика
| № | Зображення | Назва                                                 | Розташування                                                          | Час створення | Рік внесення в список | №    | Критерії   |
| - | --- | ----------------------------------------------------- | --------------------------------------------------------------------- | ------------- | --------------------- | ---- | ---------- |
| 1 | | Острови та заповідні території Каліфорнійської затоки | Штати Баха-Каліфорнія, Баха-Каліфорнія-Сур, Сонора, Сіналоа та Наярит | 1905          | 2019                  | 1182 | vii, ix, x |
| 1 | Загрози: неминуче зникнення ендемічного виду фоценових (фоцена вакіта) і природоохоронний статус морської риби (тотоаба); недостатній потенціал для контролю за незаконним виловом риби та торгівлею; наявність нестійких методів рибальства, які ставлять під загрозу нецільові морські види. |                                                       |                                                                       |               |                       |      |            |

### Нігер
| № | Зображення                                                                                        | Назва                             | Розташування                     | Час створення | Рік внесення в список | №   | Критерії   |
| - | ------------------------------------------------------------------------------------------------- | --------------------------------- | -------------------------------- | ------------- | --------------------- | --- | ---------- |
| 1 |                                                                                                   | Природні заповідники Аїр і Тенере | регіон Агадес, департамент Арліт | 1988          | 1992                  | 573 | vii, ix, x |
| 1 | Загрози: Регіон, який нещодавно постраждав від військового конфлікту та громадянських заворушень. |                                   |                                  |               |                       |     |            |

### Палестинська держава
| № | Зображення | Назва                                                                             | Розташування      | Час створення | Рік внесення в список | №    | Критерії   |
| - | --- | --------------------------------------------------------------------------------- | ----------------- | ------------- | --------------------- | ---- | ---------- |
| 1 | | Палестина: земля оливок і лози — культурний ландшафт Південного Єрусалиму, Баттір | провінція Вифлеєм | I століття    | 2014                  | 1492 | iv, v      |
| 1 | Загрози: можливе будівництво роздільної огорожі (стіни); відмова від терас та заліснення; вплив соціокультурних та геополітичних трансформацій. |                                                                                   |                   |               |                       |      |            |
| 2 | | Старе місто Хеврон/Аль-Халіль                                                     | провінція Хеврон  | 1250—1517     | 2017                  | 1565 | ii, iv, vi |
| 2 | Загрози: невказані. |                                                                                   |                   |               |                       |      |            |

### Панама
| № | Зображення | Назва                                                          | Розташування    | Час створення       | Рік внесення в список | №   | Критерії |
| - | --- | -------------------------------------------------------------- | --------------- | ------------------- | --------------------- | --- | -------- |
| 1 | | Укріплення на карибській стороні Панами: Портобело-Сан-Лоренсо | Провінція Колон | XVII—XVIII століття | 2012                  | 135 | i, iv    |
| 1 | Загрози: Поганий стан майна та прискорена деградація через фактори навколишнього середовища, відсутність обслуговування та обмежене планування консервації; ерозія; відсутність встановлених кордонів та буферної зони; відсутність плану збереження та управління; зазіхання та міський вплив; туристичний вплив (особливо в Портобело); недостатнє законодавство щодо збереження будівельної спадщини та норм, що поєднують два компоненти власності. |                                                                |                 |                     |                       |     |          |

### Перу
| № | Зображення | Назва                     | Розташування  | Час створення | Рік внесення в список | №   | Критерії |
| - | --- | ------------------------- | ------------- | ------------- | --------------------- | --- | -------- |
| 1 | | Археологічна зона Чан-Чан | Район Уанчако | XV століття   | 1986                  | 366 | i, iii   |
| 1 | Загрози: поганий стан збереження земляних конструкцій і декорованих поверхонь через екстремальні кліматичні умови (феномен Ель-Ніньйо) та інші фактори навколишнього середовища; неадекватна система управління; недостатні можливості та ресурси для реалізації природоохоронних заходів; підвищення рівнів ґрунтових вод. |                           |               |               |                       |     |          |

### Румунія
| № | Зображення | Назва                           | Розташування | Час створення     | Рік внесення в список | №    | Критерії    |
| - | --- | ------------------------------- | ------------ | ----------------- | --------------------- | ---- | ----------- |
| 1 | | Гірничий ландшафт Рошія-Монтане | повіт Алба   | XVIII—XX століття | 2021                  | 1552 | ii, iii, iv |
| 1 | Загрози: плани відновлення видобутку корисних копалин, що завдасть шкоди більшій частині гірничого ландшафту. |                                 |              |                   |                       |      |             |

### Сенегал
| № | Зображення                                | Назва                          | Розташування                               | Час створення | Рік внесення в список | №   | Критерії |
| - | ----------------------------------------- | ------------------------------ | ------------------------------------------ | ------------- | --------------------- | --- | -------- |
| 1 |                                           | Національний парк Ніоколо-Коба | Регіони Східний Сенегал і Верхній Казаманс | 1954          | 2007                  | 153 | x        |
| 1 | Загрози: браконьєрство; випасання худоби. |                                |                                            |               |                       |     |          |

### Сербія
| № | Зображення | Назва                           | Розташування           | Час створення | Рік внесення в список | №   | Критерії    |
| - | --- | ------------------------------- | ---------------------- | ------------- | --------------------- | --- | ----------- |
| 1 | | Середньовічні пам'ятки в Косові | Автономний край Косово | XIII—XIV ст.  | 2006                  | 724 | ii, iii, iv |
| 1 | Загрози: відсутність юридичного статусу майна; відсутність законодавчого захисту буферних зон; відсутність виконання плану управління та активного управління; труднощі з моніторингом майна через політичну нестабільність, постконфліктну ситуацію; незадовільний стан збереження та утримання об'єктів. |                                 |                        |               |                       |     |             |

### Сирія
| № | Зображення | Назва                                     | Розташування                    | Час створення             | Рік внесення в список | №    | Критерії           |
| - | --- | ----------------------------------------- | ------------------------------- | ------------------------- | --------------------- | ---- | ------------------ |
| 1 | | Стародавнє місто Дамаск                   | Дамаск                          | 3-тє тисячоліття до н. е. | 2013                  | 20   | i, ii, iii, iv, vi |
| 1 | Загрози: руйнування, а також встановлені та потенційні загрози внаслідок громадянської війни в Сирії з березня 2011 року. |                                           |                                 |                           |                       |      |                    |
| 2 | | Стародавнє місто Алеппо                   | провінція Алеппо                | 2-ге тисячоліття до н. е. | 2013                  | 21   | iii, iv            |
| 2 | Загрози: руйнування, а також встановлені та потенційні загрози внаслідок громадянської війни в Сирії з березня 2011 року. |                                           |                                 |                           |                       |      |                    |
| 3 | | Стародавнє місто Бусра                    | провінція Дар'а                 | II століття               | 2013                  | 22   | i, iii, vi         |
| 3 | Загрози: руйнування, а також встановлені та потенційні загрози внаслідок громадянської війни в Сирії з березня 2011 року. |                                           |                                 |                           |                       |      |                    |
| 4 | | Стародавнє місто Пальміра                 | провінція Хомс                  | II століття               | 2013                  | 23   | i, ii, iv          |
| 4 | Загрози: руйнування, а також встановлені та потенційні загрози внаслідок громадянської війни в Сирії з березня 2011 року. |                                           |                                 |                           |                       |      |                    |
| 5 | | Крак де Шевальє та цитадель Салах ад-Діна | Муніципалітети Хомс і Аль-Хаффа | XII століття              | 2013                  | 1229 | ii, iv             |
| 5 | Загрози: руйнування, а також встановлені та потенційні загрози внаслідок громадянської війни в Сирії з березня 2011 року. |                                           |                                 |                           |                       |      |                    |
| 6 | | Стародавні міста Північної Сирії          | провінції Алеппо та Ідліб       | I—VII століття            | 2013                  | 1348 | iii, iv, v         |
| 6 | Загрози: руйнування, а також встановлені та потенційні загрози внаслідок громадянської війни в Сирії з березня 2011 року. |                                           |                                 |                           |                       |      |                    |

### Соломонові Острови
| № | Зображення | Назва           | Розташування                                                            | Час створення | Рік внесення в список | №   | Критерії |
| - | --- | --------------- | ----------------------------------------------------------------------- | ------------- | --------------------- | --- | -------- |
| 1 | | Східний Реннелл | Найпівденніша частина Соломонових островів, провінція Реннелл і Беллона | 1995          | 2013                  | 854 | ix       |
| 1 | Загрози: лісозаготівлі; інвазійні види; надмірна експлуатація кокосового краба та інших морських ресурсів; зміна клімату; законодавство, планування управління та управління майном. |                 |                                                                         |               |                       |     |          |

### Сполучені Штати Америки
| № | Зображення | Назва                        | Розташування                                                                 | Час створення | Рік внесення в список | №  | Критерії    |
| - | --- | ---------------------------- | ---------------------------------------------------------------------------- | ------------- | --------------------- | -- | ----------- |
| 1 | | Національний парк Еверґлейдс | Південний край півострова Флорида, уздовж Мексиканської затоки, штат Флорида | 1934          | 1993—2007, 2010       | 76 | viii, ix, x |
| 1 | Загрози: водна екосистема об'єкта дедалі погіршується, зокрема внаслідок: зміни гідрологічного режиму; розвитку прилеглих міст і сільського господарства; збільшення забруднення поживними речовинами внаслідок сільськогосподарської діяльності вище за течією; охорони та управління затокою Флорида, що призвело до значного зменшення морського та естуарного біорізноманіття. |                              |                                                                              |               |                       |    |             |

### Танзанія
| № | Зображення | Назва                   | Розташування                                         | Час створення | Рік внесення в список | №   | Критерії |
| - | --- | ----------------------- | ---------------------------------------------------- | ------------- | --------------------- | --- | -------- |
| 1 | | Національний парк Селус | Узбережжя, регіони Морогоро, Лінді, Мтвара та Рувума | 1922          | 2014                  | 199 | ix, x    |
| 1 | Загрози: Найсуттєвіші загрози пов'язані з розвідкою та видобутком корисних копалин, нафти та газу та великими інфраструктурними планами. |                         |                                                      |               |                       |     |          |

### Уганда
| № | Зображення                                            | Назва                             | Розташування | Час створення | Рік внесення в список | №    | Критерії       |
| - | ----------------------------------------------------- | --------------------------------- | ------------ | ------------- | --------------------- | ---- | -------------- |
| 1 |                                                       | Гробниці королів Буганди в Касубі | Кампала      | 1882          | 2010                  | 1022 | i, iii, iv, vi |
| 1 | Загрози: пожежа призвела до знищення частини об'єкта. |                                   |              |               |                       |      |                |

### Узбекистан
| № | Зображення | Назва                       | Розташування            | Час створення   | Рік внесення в список | №   | Критерії |
| - | --- | --------------------------- | ----------------------- | --------------- | --------------------- | --- | -------- |
| 1 | | Історичний центр Шахрисабза | Кашкадар'їнська область | XV—XVI століття | 2016                  | 885 | iii, iv  |
| 1 | Загрози: широкомасштабні проєкти міського розвитку, які здійснюються без інформування Комітету або замовлення необхідної оцінки впливу на спадщину; знесення та відбудова традиційних житлових районів; незворотні зміни первісного вигляду великої території в межах історичного центру; значна зміна обставин пам'яток та загальної історичної містобудівної структури та її археологічних шарів; відсутність плану збереження та управління. |                             |                         |                 |                       |     |          |

### Україна
| № | Зображення | Назва                  | Розташування | Час створення   | Рік внесення в список | №    | Критерії |
| - | --- | ---------------------- | ------------ | --------------- | --------------------- | ---- | -------- |
| 1 | | Історичний центр Одеси | Одеса        | XIX—XX століття | 2023                  | 1703 | ii, iv   |
| 1 | Загрози: 24 лютого 2022 року Російська Федерація вдерлася в Україну, і зараз в країні триває війна; культурна спадщина перебуває під загрозою знищення або серйозної шкоди внаслідок прямих ударів або інших форм бойових дій; є ризик пошкодження та руйнування культурної спадщини під час воєнних дій, навіть якщо вони відбуваються на значній відстані від території номінованого об'єкта, через крихкість території, спричинену системними антропогенними факторами. |                        |              |                 |                       |      |          |

### Федеративні Штати Мікронезії
| № | Зображення | Назва                                              | Розташування | Час створення | Рік внесення в список | №    | Критерії       |
| - | --- | -------------------------------------------------- | ------------ | ------------- | --------------------- | ---- | -------------- |
| 1 | | Нан-Мадол: церемоніальний центр Східної Мікронезії | Штат Понпеї  | XII століття  | 2016                  | 1503 | i, iii, iv, vi |
| 1 | Загрози: система управління/план управління; господарська діяльність (заростання рослинністю, руйнування каменю); шторми (наслідки штормового припливу); ерозія та замулення/відкладення. |                                                    |              |               |                       |      |                |

### Центральноафриканська Республіка
| № | Зображення | Назва                                      | Розташування      | Час створення | Рік внесення в список | №   | Критерії |
| - | --- | ------------------------------------------ | ----------------- | ------------- | --------------------- | --- | -------- |
| 1 | | Національний парк Маново-Гоунда-Сен-Флоріс | Бамбінґі-Банґоран | 1979          | 1997                  | 475 | ix, x    |
| 1 | Загрози: незаконний випас; неконтрольоване браконьєрство важко озброєними групами, що призвело до втрати до 80 % дикої природи парку і погіршення ситуації з безпекою; припинення туризму. |                                            |                   |               |                       |     |          |

### Об'єкти вилучені з переліку
Нижче перелічені об'єкти, які були в списку, але вилучені з нього (на травень 2023 року):

### З причини покращення ситуації
| Об'єкт                                                                                            | Роки       | Причина |
| ------------------------------------------------------------------------------------------------- | ---------- | --- |
| Природоохоронна територія Нґоронґоро, Танзанія                                                    | 1984—1989  | Понижується природоохоронний статус. |
| Національний парк Плитвицькі озера, Хорватія                                                      | 1992—1997  | Потенційна загроза через Війну Хорватії за незалежність. |
| Королівські соляні копальні у Величці та Бохні, Польща                                            | 1989—1998  | Проблема з вологістю |
| Старе місто Дубровник, Хорватія                                                                   | 1991—1998  | Війна Хорватії за незалежність |
| Національний парк Ігуасу, Бразилія                                                                | 1999—2001  | Незаконно відкрита дорога («Estrada do Colono», португальською «Дорога поселенця») через парк, дамби на річці Ігуасу та польоти вертольотів. |
| Природний та культурно-історичний регіон Котор, Чорногорія                                        | 1979—2003  | Пошкодження внаслідок землетрусу 15 квітня 1979 року. |
| Природний заповідник Сребарна, Болгарія                                                           | 1992—2003  | Запобігання сезонним затопленням і сільськогосподарському використанню, що спричиняє скорочення або зникнення популяцій водоплавних і горобцеподібних птахів. |
| Єллоустоунський національний парк, Сполучені Штати Америки                                        | 1995—2003  | Встановлена небезпека для форелі, а також витік стічних вод і забруднення відходами в деяких частинах парку; потенційні загрози кількості та якості води, минула й планована гірничодобувна діяльність, запропонована програма контролю для викорінення бруцельозу в стадах бізонів.                                        |
| Форт Бахла, Оман                                                                                  | 1988—2004  | Деградація земляних споруд форту та оазису Бахла |
| Ангкор, Камбоджа                                                                                  | 1992—2004  | Запис спочатку обмежувався трирічним періодом (1993—1995), протягом якого мали бути встановлені ефективний правовий захист, кордони та буферні зони, а також моніторинг і координація міжнародних зусиль щодо збереження; на момент напису Камбоджа перебувала під контролем ООН після громадянської війни у 1980-х роках.  |
| Національний парк гори Рувензорі, Уганда                                                          | 1999—2004  | Безпекова ситуація та відсутність моніторингу значної частини парку. |
| Національний парк Санґай, Еквадор                                                                 | 1992—2005  | Велике браконьєрство, незаконний випас худоби, посягання та потенційна загроза через проєкт будівництва дороги. |
| Бутринті, Албанія                                                                                 | 1997—2005  | Збитки внаслідок управління та консервації |
| Національний пташиний заповідник Джудж, Сенегал                                                   | 1984—1988  | Довгострокова загроза через план будівництва дамби вниз за течією. |
| Національний пташиний заповідник Джудж, Сенегал                                                   | 2000—2006  | Оскільки водопостачання парку було забезпечено будівництвом шлюзу та готувався план управління; повторно внесено до списку через екологічні та економічні загрози, створені інтродукованими видами Salvinia molesta та водяного салату, а також через проблеми з управлінням водними ресурсами в парку.                     |
| Національний парк Ішкель, Туніс                                                                   | 1996—2006  | Будівництво дамб, що обмежує надходження прісної води в територію та спричиняє підвищену солоність озера та боліт, а також зменшення чисельності популяцій птахів що мігрують. |
| Група пам'яток у Гампі, Індія                                                                     | 1999—2006  | Часткове будівництво двох підвісних тросових мостів у межах охоронюваних археологічних зон Гампі, що загрожує цілісності та автентичності місця. |
| Тіпаза , Алжир                                                                                    | 2002—2006  | Неналежне технічне обслуговування впливає на цілісність ділянки та її буферної зони |
| Кельнський собор, Німеччина                                                                       | 2004—2006  | План висотної забудови біля собору, що загрожує завдати шкоди цілісності майна; вилучено після того, як план забудови було призупинено та введено буферну зону. |
| Королівські палаци Абомею, Бенін                                                                  | 1985—2007  | Загальний стан погіршився через елементи та неналежну реставрацію, які суперечать автентичності об'єкта. |
| Долина Катманду, Непал                                                                            | 2003—2007  | Часткова або суттєва втрата традиційних елементів шести із семи зон пам’яток і, як наслідок, загальна втрата автентичності та цілісності всієї власності. |
| Старе місто Баку з палацом Ширваншахів та Дівочою вежею, Азербайджан                              | 2003—2009  | Пошкодження, заподіяні під час землетрусу в Баку 2000 року, міська забудова та неадекватні заходи щодо збереження |
| Галапагоські острови, Еквадор                                                                     | 2007—2010  | Різноманітні загрози, включаючи недостатнє запобігання можливостям інтродукції чужорідних видів, недостатнє виділення ресурсів природоохоронним агенціям та керівництву парків, наявність великої кількості нелегальних іммігрантів, швидке неконтрольоване зростання туризму, надлишок рибальства та спортивне рибальство. |
| Заповідник дикої природи Манас, Індія                                                             | 1992—2011  | Браконьєрство, пошкодження інфраструктури парку та зменшення популяції деяких видів, зокрема індійського носорога, після вторгнення бойовиків племені Бодо в 1992 році. |
| Форт і сади Шалімара в Лахорі, Пакистан                                                           | 2000—2012  | Руйнування історичних резервуарів для води в 1999 році для розширення дороги та руйнування стін саду по периметру, внесених до списку на запит уряду Пакистану. |
| Рисові тераси в Філіппінських Кордильєрах, Філіппіни                                              | 2001—2012  | Відсутність програми систематичного моніторингу або комплексного плану управління. |
| Бам та його культурний ландшафт, Іран                                                             | 2004—2013  | Після пошкоджень через землетрус у Бамі 2003 року. |
| Руїни Кілва Кісівані та руїни Сонго Мнара, Танзанія                                               | 2004—2014  | Постійне погіршення стану ділянки через різні агенти, такі як ерозія або рослини. |
| Національний парк Лос-Катіос, Колумбія                                                            | 2009—2015  | Вирубка лісів, незаконне полювання та рибальство. Видалено після значних покращень управління парком. |
| Історичні пам'ятки Мцхети, Грузія                                                                 | 2009—2016  | Зношення кам'яної кладки та фресок, безгосподарність та забудова міст. |
| Національний парк Симєн, Ефіопія                                                                  | 1996—2017  | Погіршення чисельності ефіопського козла. |
| Національний парк Комое, Кот-д'Івуар                                                              | 2003—2017  | Громадські заворушення, браконьєрство та відсутність ефективних механізмів управління. |
| Гелатський монастир, Грузія                                                                       | 2010 —2017 | Проєкт капітальної реконструкції, який призведе до незворотних втручань. Межі об'єкта були змінені у 2017 році. Храм Баграта був вилучений зі списку об'єктів Всесвітньої спадщини після його реконструкції. Однак Гелатський монастир залишився в списку.                                                                  |
| Заповідна система Белізького бар'єрного рифу, Беліз                                               | 2009—2018  | Вирубка мангрових заростей і надмірна забудова |
| Селітряні заводи Гумберстоун і Санта-Лаура, Чилі                                                  | 2005—2019  | Крихкість конструкцій через відсутність обслуговування протягом 40 років; також пошкодження, вандалізм та деякі демонтажі; мародерство. |
| Місце народження Ісуса: Храм Різдва Христового і паломницький шлях, Вифлеєм, Палестинська держава | 2012—2019  | Пошкодження через витік води. |
| Національний парк Салонга, Демократична Республіка Конго                                          | 1999—2021  | Браконьєрство та житлове будівництво. Видалено зі списку небезпеки через покращення стану його збереження. |

### Позбавлені статусу Світової спадщини
| Об'єкт                                             | Роки      | Причина |
| -------------------------------------------------- | --------- | --- |
| Заповідник білого орикса, Оман                     | 1994—2007 | Рішення Оману зменшити розмір охоронюваної території на 90%. |
| Дрезденська долина Ельби, Німеччина                | 2004—2009 | Плани будівництва Вальдшльосхенського моста в центральній зоні культурного ландшафту; видалений зі списку об'єктів всесвітньої спадщини в 2009 році після початку будівництва наприкінці 2007 року.                                    |
| Ліверпуль – морське торгове місто, Велика Британія | 2004—2021 | Через запропоновану реконструкцію історичних доків, відомих як Ліверпульські води (включаючи стадіон Бремлі-Мур Док футбольного клубу «Евертон»). У липні 2021 року позбавили статусу Всесвітньої спадщини через продовження розвитку. |